# Geraldine Mucha
Geraldine Mucha (5 de julho de 1917 - 12 de outubro de 2012) foi uma compositora clássica escocesa. Ela nasceu em Londres e começou os estudos de música com seu pai. Depois, ela estudou composição com Benjamin Dale na Royal Academy of Music. Ela se casou com o escritor tcheco Jiri Mucha (filho de Alphonse Mucha) e em 1948 tiveram um filho, John Mucha. Depois de 1945 ela viveu em Praga. Sua vida na Tchecoslovakia no período comunista não foi fácil, e as origens burguesas da família de seu marido agravavam sua a situação. Eles Chegaram a ser despejados da casa que Alphonse Mucha construiu, e em 1970 eles se mudaram para a Escócia. Logo após a queda do regime soviético,em 1989, eles retornaram a Praga.

## Trabalhos
- Nausica , 1942
- Macbeth, 1965
- Fantasy, 1946
- Pictures from Sumava, 1952
- Piano Concerto, 1960
- Carmina Orcadiana, 1960?
- The Tempest , 1964
- String quartets, 1941, 1962, 1988
- Parting and Teasing,  1942
- Sonatina for Viola, 1945
- Sonatas , 1947, 1961
- Piano pieces for children, 1953
- 16 Variations on a Scottish Folksong, 1957
- Sea Scenes,  1958
- Nonet, 1959, 1982
- Sonnets from Shakespeare , 1961
- Song of Songs , 1963
- Serenade , 1964
- Intermezzo, 1988
- Music for harp and piano, 1990
- Epitaph (in memory of Jiri Mucha), 1991
- Piano Trio, 1995
- Collection of Czech and Slovak songs , 1943
- Folk Lullabies, 1952
- Two Choruses, 1956–1958
- Incantation  ,1960
- En Los Pinares de Jucar , 1975
- 3 Jersey Folksongs, 1975
- 3 Winter Songs , 1975
- John Webster Songs  (1975–1988)
- 5 canciones de Antonio Machado  1980s
- Sonnets of Hawthornden , 1990
- Epitaph for oboe and string quintet, 1991